# Monts Iide
Les monts Iide (飯豊連峰, Iide-renpō) ou district des monts Iide (飯豊山地, Iide-sanchi) sont une chaîne de montagnes qui couvrent les préfectures de Fukushima, Niigata et Yamagata au Japon. Leur point culminant est le mont Dainichi (大日岳, Dainichi-dake) qui culmine à 2 128 m d'altitude et le mont le plus important de la chaîne est le mont Iide à 2 105 m d'altitude. Les monts Iide, qui comptent plusieurs pics de plus de 2 000 m d'altitude, font partie du parc national de Bandai-Asahi.

## Sommets
Les monts Iide présentés par ordre d'altitude :
- Mont Dainichi (大日岳, Dainichi-dake?) (2 128 m) ;
- Mont Iide (飯豊山, Iide-san?) (2 105 m) ;
- Mont Kitamata (北股岳, Kitamata-dake?) (2 024 m) ;
- Mont Eboshi (烏帽子岳, Eboshi-dake?) (2 017 m) ;
- Mont Onishi (御西岳, Onishi-dake?) (2 012 m) ;
- Mont Tanemaki (種蒔山, Tanemaki-yama?) (1 791 m) ;
- Mont Mikuni (三国岳, Mikuni-dake?) (1 664 m).